# ویکتوریا ایساکووا
ویکتوریا ایساکووا (به انگلیسی: Viktoriya Isakova) (زاده ۱۲ اکتبر ۱۹۷۶) بازیگر روسی است.
از کارهای معروف او می‌توان به بازی در فیلم در مورد عشق. فقط برای بزرگسالان اشاره کرد.

## سرگذشت زندگی
ویکتوریا ایساکووا در ۱۲ اکتبر ۱۹۷۶ در شهر خاساویورت جمهوری خودمختار سوسیالیستی داغستان (آن زمان بخشی از اتحاد جماهیر شوروی) به دنیا آمد. او در سیزده‌سالگی همراه خانواده‌اش به مسکو نقل مکان کرد.
پس از پایان دبیرستان، وارد آکادمی هنر تئاتر روسیه شد، اما یک سال بعد به مدرسه‌ استودیوی تئاتر هنری مسکو در کلاس اولگ یفرمف منتقل شد و در سال ۱۹۹۹ فارغ‌التحصیل گردید.
از ۱۹۹۹ تا ۲۰۰۱ در تئاتر هنری مسکو به نام آنتون چخوف کار کرد و نقش نینا زارچِنایا را در نمایش «مرغ دریایی» (بر اساس نمایشنامهٔ آنتون چخوف) و نقش ماوکا را در نمایش «ترانهٔ جنگل» (اثر لسیا اوکراینکا) ایفا کرد.
در سال ۲۰۰۱ به گروه تئاتر درامای مسکو به نام الکساندر پوشکین پیوست. او برای نقش پاننوچکا در نمایش «وی» در سال ۲۰۰۳ برندهٔ جایزهٔ تئاتری «چایکا» شد.
حضور تصویری او نخستین بار در سال ۱۹۹۸ با نقشی کوتاه در مجموعهٔ تلویزیونی «چخوف و شرکا» رقم خورد. در سال ۲۰۰۰ نیز در سریال «امپراتوری در معرض حمله» حضور کوتاهی داشت. از سال ۲۰۰۲ به بعد به‌طور منظم در سینما ظاهر شد.
در ۲۰۰۵ نخستین نقش اصلی خود را در پروژهٔ مشترک روسی‌ اوکراینی «همیشه آدمِ دیگری را می‌بوسند» بازی کرد. شهرت گستردهٔ او در ۲۰۰۶ پس از ایفای نقش در فیلم اکشن «شکارِ پیرانیا» و درام «پرستار بچه لازم است» شکل گرفت.
همچنین در همان سال ۲۰۰۶ برای نقش «کیرا» ملقب به «زیبرا» در فیلم «نقطه» به کارگردانی یوری موروز، جایزهٔ «بهترین بازیگر زن سال» جشنوارهٔ بین‌المللی فیلم شیکاگو را دریافت کرد.

## خانواده
- - پدر — یوگنی گرتسلویچ ایساکوف (متولد ۱۹۴۶)، از قوم یهودی کوهستانی، شاعر، مدیر سابق باشگاه فوتبال آنجی و مدیرکل پیشین باشگاه ویدنویه.

- - همسر — یوری پاولویچ موروز (۱۹۵۶–۲۰۲۵)، کارگردان سینما، بازیگر و تهیه کننده. آنها در سال ۲۰۰۳ ازدواج کردند.

- - دختر — مارینا، که در سال ۲۰۰۳ در سن ۳ ماهگی درگذشت.
  - دختر — واروارا (متولد ۴ نوامبر ۲۰۱۵).